# Kolyvan (Sibérie)
Pour les articles homonymes, voir Kolyvan.
Kolyvan (en russe : Колывань) est une commune urbaine de l'oblast de Novossibirsk, en Russie, et le centre administratif du raïon de Kolyvan. Sa population s'élevait à 12 140 habitants en 2013.

## Géographie
Kolyvan se trouve dans le sud de la Sibérie, au bord de la rivière Tchaous, dans le bassin de l'Ob. Elle est située à 36 km au nord-ouest de Novossibirsk et à 2 796 km à l'est de Moscou.

## Histoire
L'histoire de la ville remonte à 1713, lorsque fut construit au bord de la rivière l'ostrog de Tchaousk, c'est-à-dire une petite forteresse ou donjon pour protéger les marches méridionales de l'Empire des incursions kirghizes. Une sloboda, ou colonie libre, fut construite alors, habitée en partie par des paysans venus des bords de l'Ichim et une église en bois fut édifiée en 1719. En 1721, il y avait, sans compter la petite garnison de l'ostrog, 30 cosaques et 151 villageois. 
La naissance officielle du village en tant que tel date de 1796 ou 1797.
À  partir de 1840, le village actuel, à cause de l'arrivée de nouveaux colons par la Route de Sibérie, fut construit à 8 km de l' ostrog et en 1859 comportait 2760 habitants. En 1867, l'église de la Trinité, seul bâtiment construit en pierre, fut consacrée. En 1881, la ville comptait 12 091 habitants. En juin 1891, le tsarévitch Nicolas visita la ville et fut chaleureusement accueilli avec le pain et le sel traditionnels.
À la fin du XIXe siècle, Kolyvan était un centre commercial important du territoire qui forme aujourd'hui l'oblast de Novossibirsk. Il fut décidé que le bourg serait relié à Tomsk par le Transsibérien, mais l'ingénieur Mikhaïl Garine-Mikhaïlovsky fit approuver en 1892 par Alexandre III un autre tracé, malgré les protestations des marchands. Ainsi, la ligne fut construite 40 km plus au nord, traversant le village de Krivochtchekovo. L'emplacement de ce village était en effet plus favorable pour la construction d'un pont. Autour de ce pont apparut un nouveau bourg du nom de Novonikolaïevsk qui devint plus tard Novossibirsk, aujourd'hui la plus grande ville de Sibérie.
Après la Révolution d'Octobre, la collectivisation des fabriques et des exploitations agricoles provoqua un certain mécontentement qui aboutit en juillet 1920 à une révolte impitoyablement réprimée. La jeunesse commença à partir chercher du travail à Novossibirsk et Kolyvan ne retrouva jamais sa prospérité passée.
Elle ne retrouve son statut de commune urbaine qu'en 1964.
Au sud de Kolyvan, se trouve un monastère de religieuses, le monastère Saint-Alexandre-Nevsky dont l'église fut construite en 1887 grâce aux dons de Kirill Krivtsov, marchand de la seconde guilde. Il abrite aujourd'hui 35 religieuses, après que l'église fut rendue au culte en 1991.

## Population
Recensements (*) ou estimations de la population
| 1721 | 1859  | 1881   | 1897*  | 1922  | 1959* |
| ---- | ----- | ------ | ------ | ----- | ----- |
| 150  | 2 760 | 12 091 | 11 711 | 7 386 | 6 775 |

| 1970* | 1979* | 1989*  | 2002*  | 2010*  | 2013   |
| ----- | ----- | ------ | ------ | ------ | ------ |
| 8 762 | 8 992 | 10 589 | 10 947 | 11 842 | 12 140 |

## Divers
- Cette petite ville a été découverte par certains simplement parce que Jules Verne y place un épisode de Michel Strogoff.
- Jeanne Aguzarova a obtenu son diplôme de l'école secondaire en 1977 dans Kolyvan.